# Ruta Estatal de Nevada 430
La Ruta Estatal de Nevada 430, y abreviada SR 430 (en inglés: Nevada State Route 430) es una carretera estatal estadounidense ubicada en el estado de Nevada. La carretera inicia en el Sur desde la US 395  , SR 429   en Washoe city hacia el Norte en la SR 659 . La carretera tiene una longitud de 25,2 km (15.690 mi).

## Mantenimiento
Al igual que las autopistas interestatales, y las rutas federales y el resto de carreteras estatales, la Ruta Estatal de Nevada 430 es administrada y mantenida por el Departamento de Transporte de Nevada por sus siglas en inglés Nevada DOT.

## Cruces
La Ruta Estatal de Nevada 430 es atravesada principalmente por la  SR 341  SR 431  US 395 .